# 北頓涅茨克
北頓涅茨克（羅馬化：Siverskodonetsk，發音：[ˌsʲiʋersʲkɔdɔˈnɛtsʲk]），是乌克兰東部盧甘斯克州北顿涅茨克区北顿涅茨克市镇的城市，为该州2014年至2022年的临时首府、该区及该市镇的行政中心，乌克兰行政区划改革前为该州的州辖市。該市距離首府盧甘斯克110公里，始建於1934年，面積42.1平方公里，海拔高度51米，2022年人口数量为99,067人。
該市與西南方的利西昌斯克只有一河之隔，互為雙城。該市亦是烏東經濟重鎮之一，有化學品工業阿佐特。在该市南边6公里处有一座国内机场。

## 历史
2014年顿巴斯战争中，頓巴斯親俄武裝占领了卢甘斯克。因此在受乌克兰实际控制的卢甘斯克州里，該市成为了該州的临时首府。
在2022年顿巴斯战役中，该市受到了来自俄军的猛烈攻击，從而發生了俄乌战争中最血腥的交戰之一。6月24日，时任卢甘斯克州州长谢尔盖·盖达伊称，乌军已接到从该市撤退至新的设防地区的命令。次日，俄国防部宣布该市已经完全在俄军控制下。市内不少建筑物，如冰球馆、文化宫和青少年宫等毁于战火。

## 人口
2001年人口普查中该市居民的民族成分为：
- 乌克兰人： 59%
- 俄罗斯人： 38.7%

## 体育
2012年2月在该市举办了乌克兰首届班迪球锦标赛，来自该市的班迪球队赢得了冠军。

## 当地名人
- 尼古拉·达维坚科：已退役的俄罗斯男子网球运动员，2009年世界男子网球年终总决赛冠军。
- 帕維爾·古巴列夫：亲俄罗斯分离主义者，曾任頓涅茨克人民共和國的“人民州长”。
- 谢尔盖·盖达伊：乌克兰政治家，曾任卢甘斯克州州长。
- 斯妮佳娜·奧諾普卡：乌克兰超级名模。

## 图集

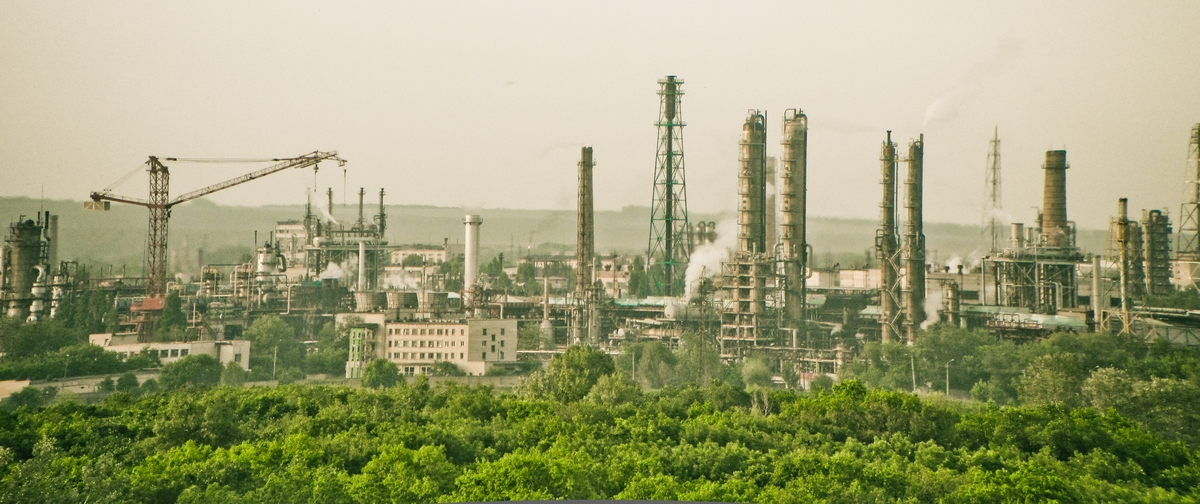
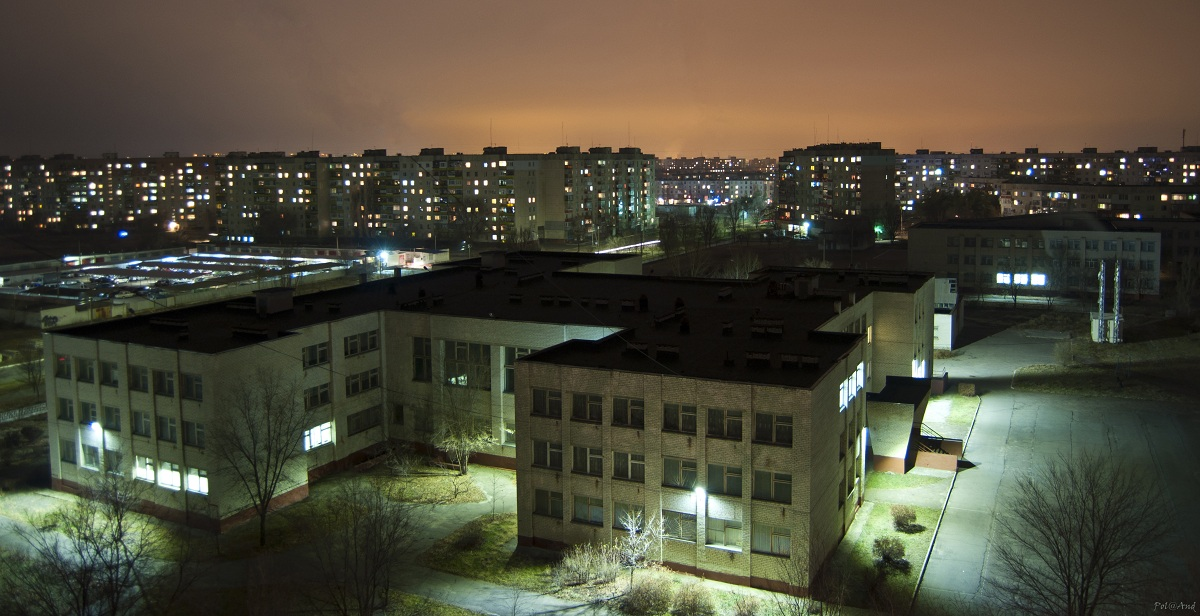
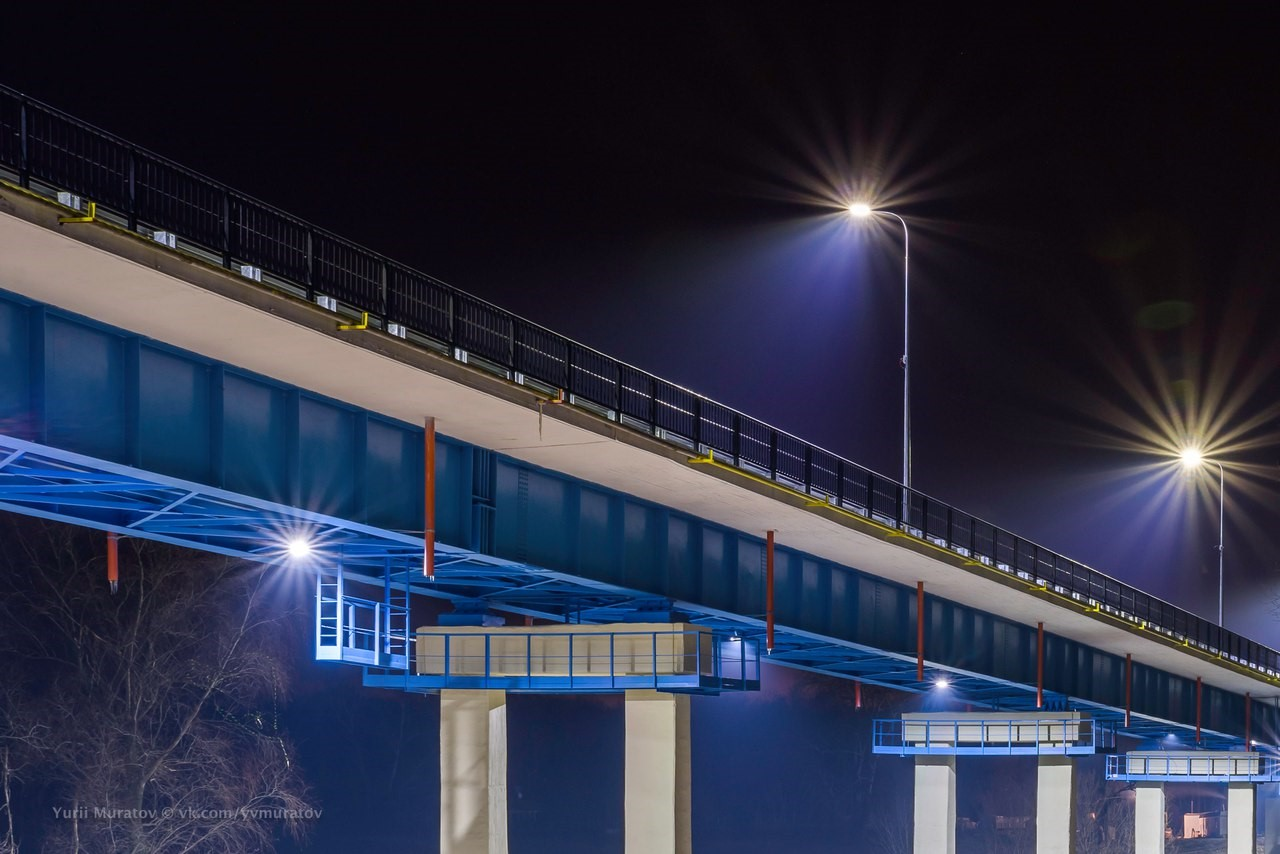
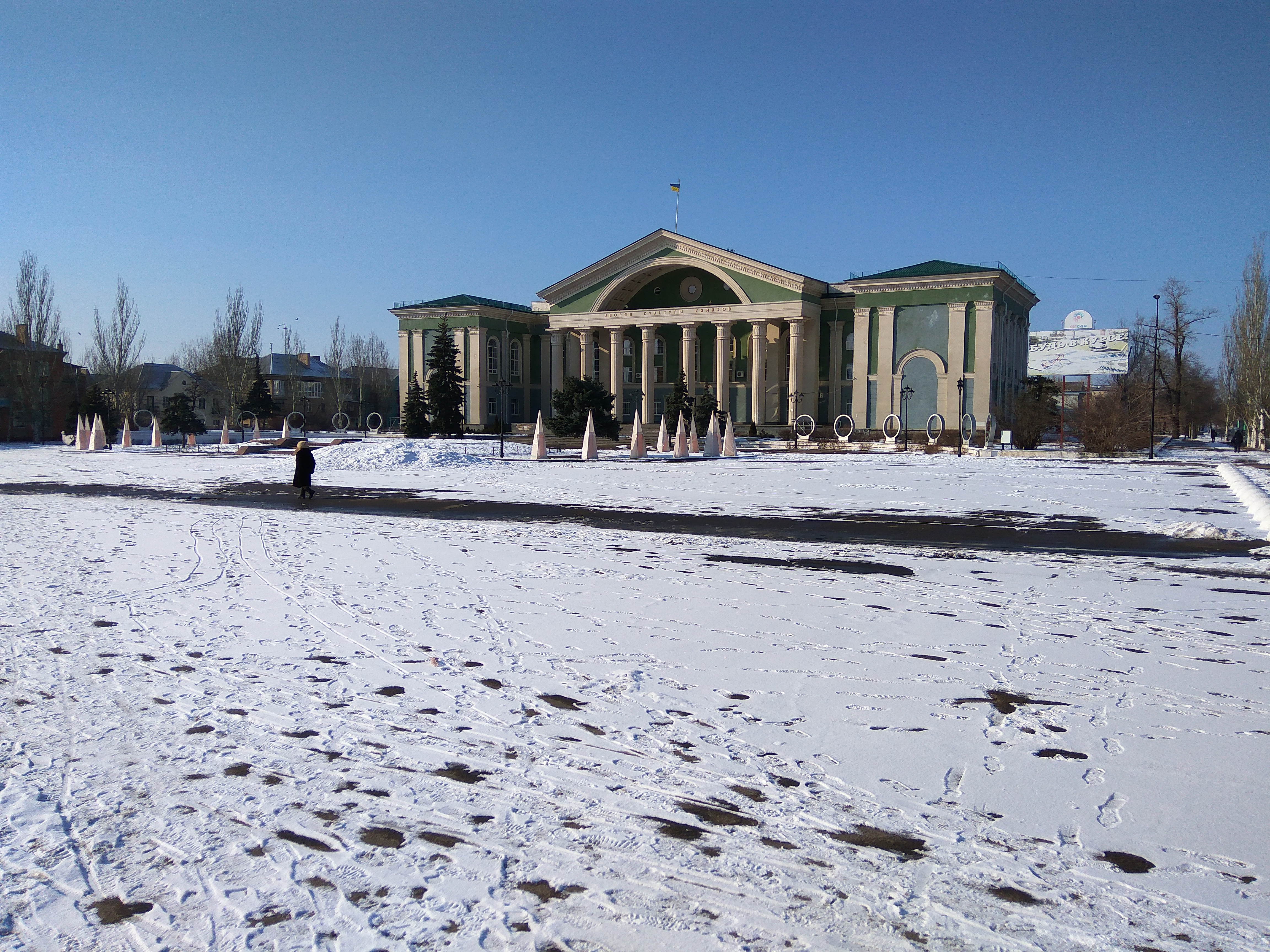
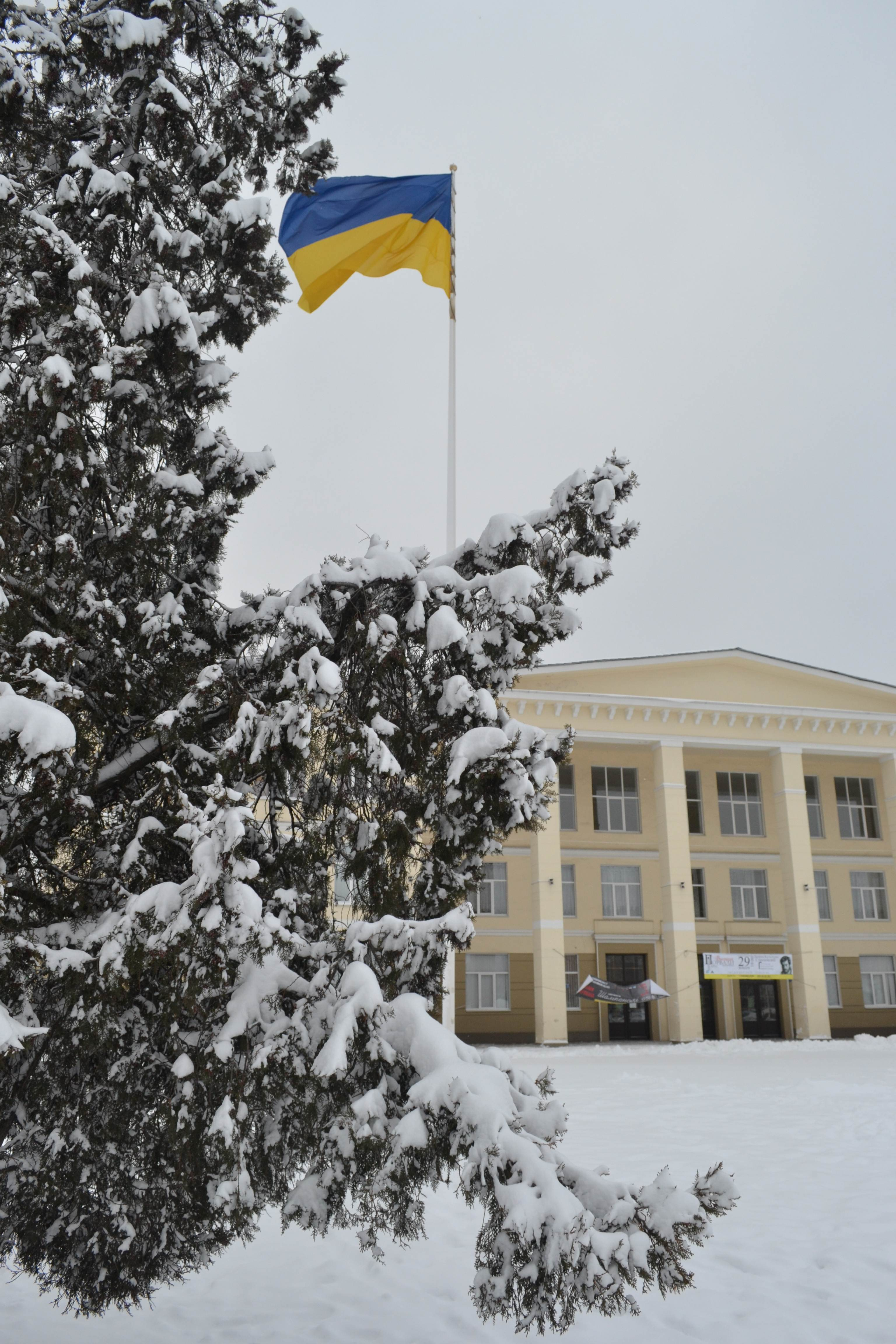
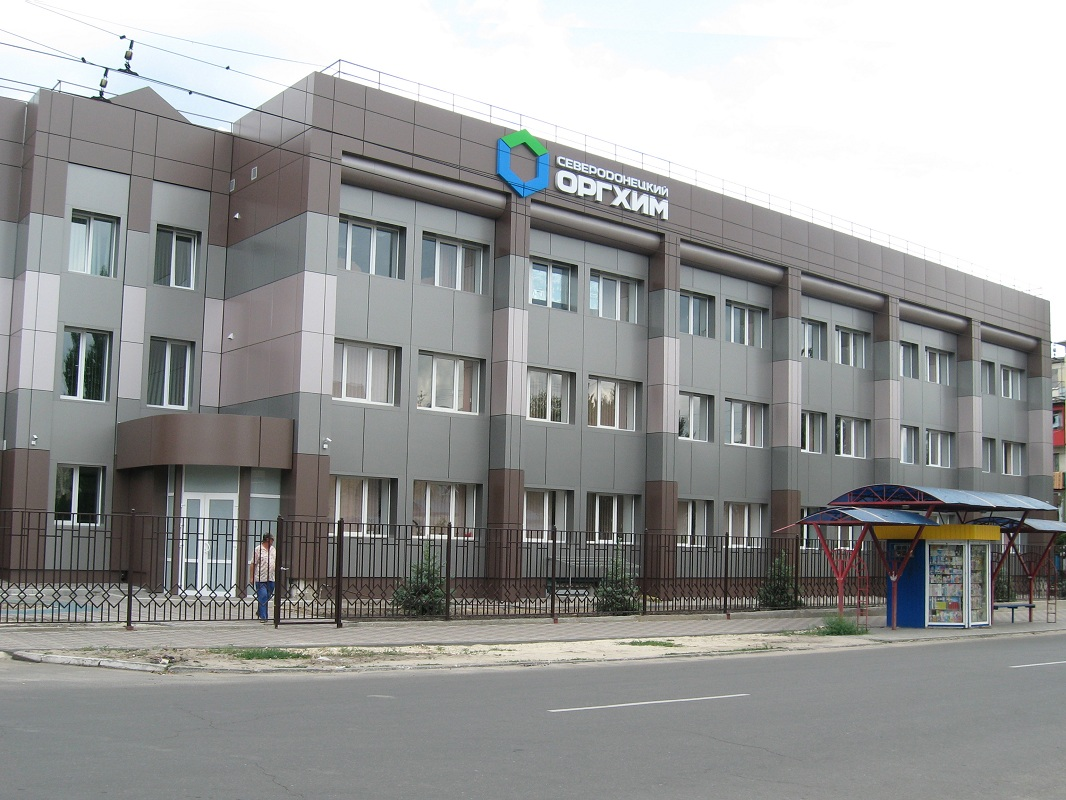
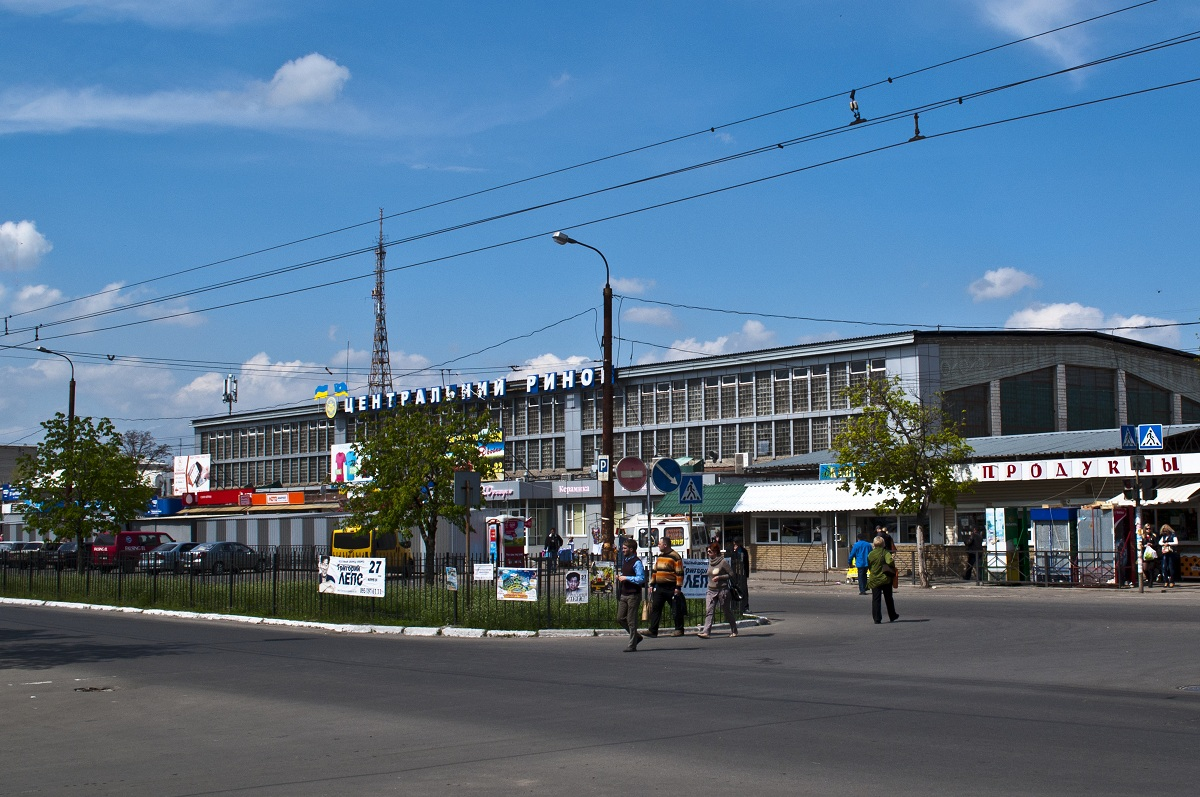
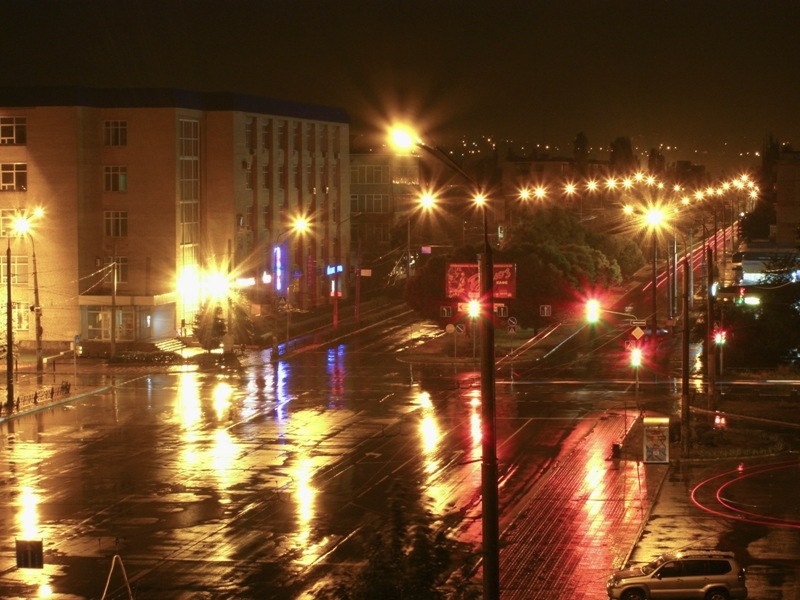
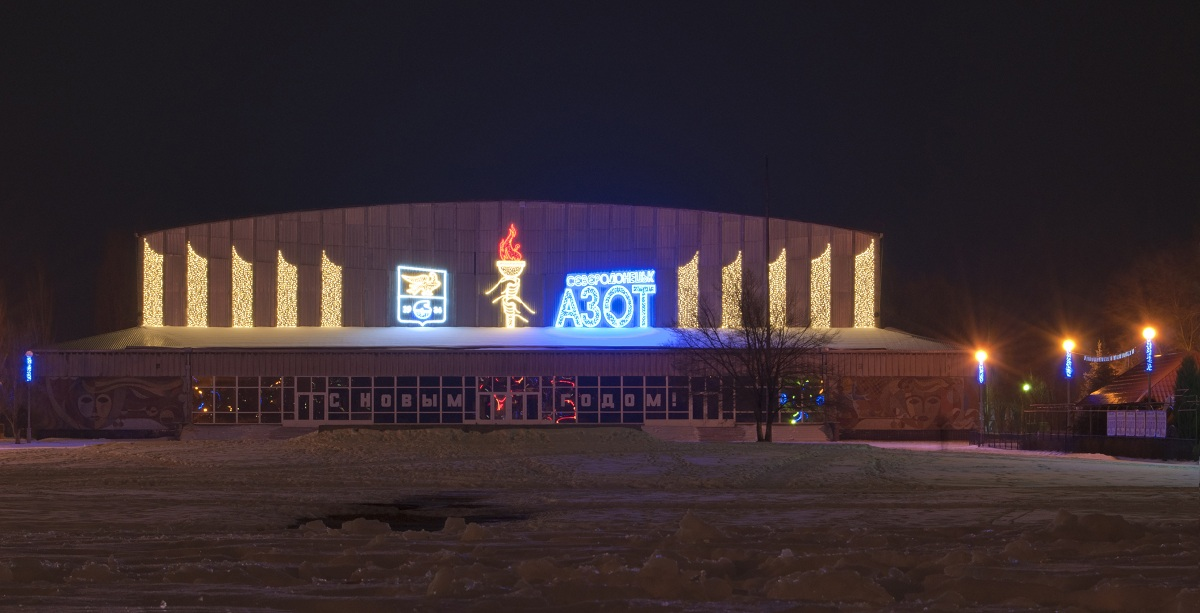

## 備註
1. ↑  2024年9月19日之前作（羅馬化：Sievierodonetsk，發音：[ˌsʲɛʋʲerodoˈnɛtsʲk] ⓘ），源自俄语：，羅馬化：Severodonetsk，發音：[ˌsʲevʲɪrədɐˈnʲetsk]